# Fort Monroe National Monument
Fort Monroe National Monument ist eine Gedenkstätte vom Typ eines National Monuments, die aus einem US-amerikanischen Küstenfort in Hampton, Virginia besteht. Das Fort spielte eine maßgebliche Rolle im Amerikanischen Bürgerkrieg. Es ist fünfeckig und von einem Wall sowie einem Wassergraben umgeben. Die Längen der einzelnen Seiten sind ungleich, es wurden mehrere Bastionen an den Ecken gebaut und im Laufe der Zeit wurde das Fünfeck baulich sehr verändert.
Das Fort wurde am 1. November 2011 durch Präsident Barack Obama als National Monument gewidmet. Seitdem untersteht es dem National Park Service.

## Geschichte

### Erste Befestigungen (1608–1812)
Im Jahre 1608 erkannte Kapitän John Smith die strategische Bedeutung des sogenannten Point Comfort am Eingang zur Hampton Roads. Wenn man Jamestown, eine der ersten Kolonien in dieser Gegend über den Seeweg erreichen wollte, musste man unweigerlich die Enge passieren. So wurde schon 1609 an dieser Stelle das Fort Algernourne errichtet, um die Kolonie zu schützen. Während der Kolonialzeit gab es noch einige, eher unbedeutende Veränderungen an den Befestigungen.

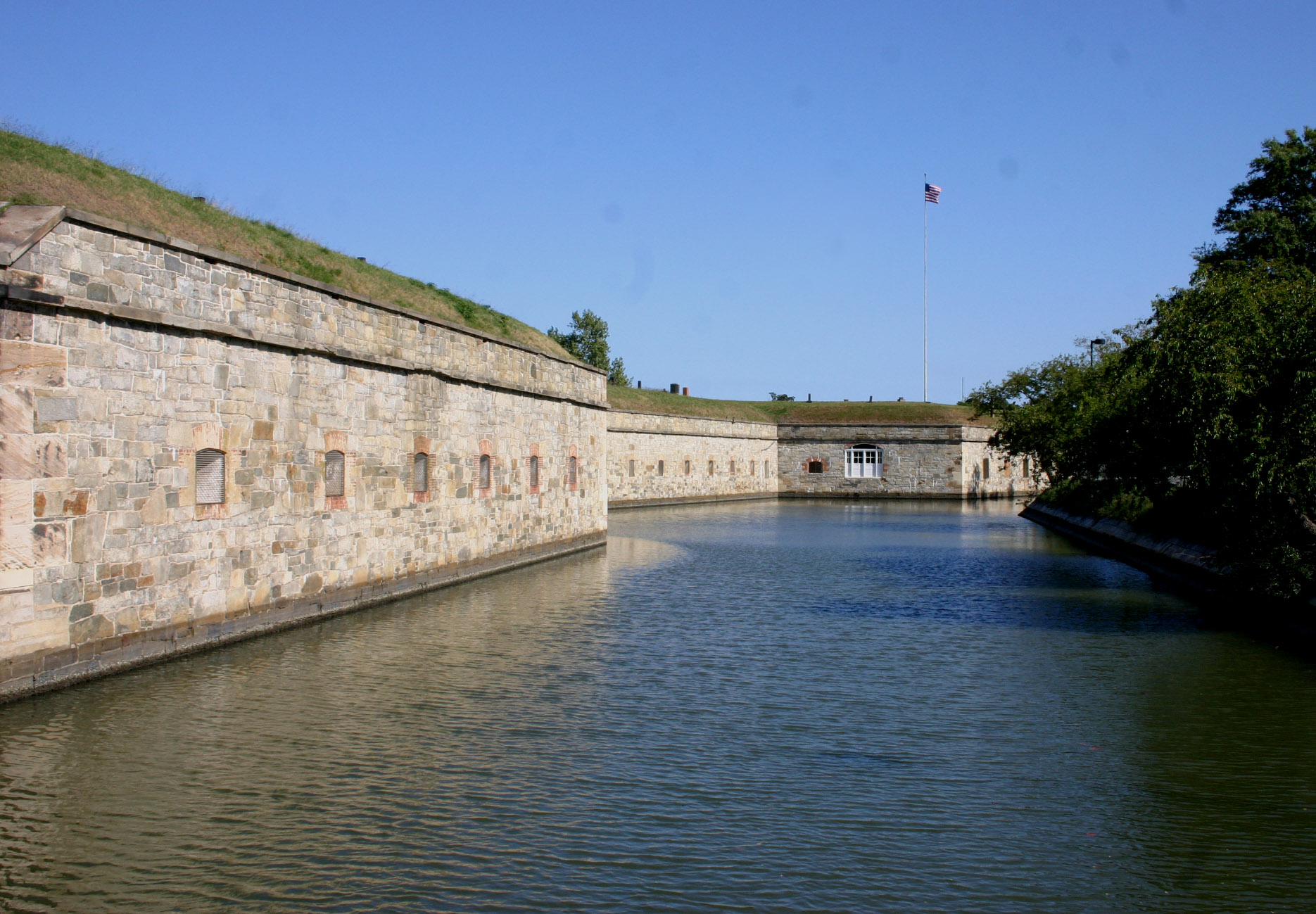
Blick auf den Festungsgraben

### Der Krieg von 1812 (1812–1814)
Im Britisch-Amerikanischen Krieg erkannte man, dass die alten Systeme zum Küstenschutz unzureichend waren, um die Küsten und Hafenstädte zu schützen. Das beste Beispiel für das Versagen dieses Systems war das Niederbrennen der Hauptstadt Washington D.C. im Jahre 1814 durch die Briten.

### Zwischen den Kriegen (1814–1861)
Die Amerikaner lernten aus dem Krieg von 1812 und entwickelten ein völlig neues System zum Küstenschutz. Dabei spielte das Fort Monroe eine wichtige Rolle: So war es das erste und größte Fort, das an diesem neuen Plan beteiligt war. Zwischen 1819 und 1834 wurde das Fort auch zu seiner heutigen Form ausgebaut. Es wurde in seiner ursprünglichen Mission, den Eingang zur Hampton Road zu schützen, durch 32-Pfund-Geschütze gestärkt – die besten Artilleriegeschütze zu dieser Zeit. Im Jahre 1824 wurde in dem Fort die neue Artillerieschule untergebracht.

### Der Bürgerkrieg (1861–1865)
Aus Angst, dass das Fort an die Südstaaten fallen würde, wurde das Fort noch während des Bürgerkrieges verstärkt. In Zusammenarbeit mit der Marine kontrollierten die Truppen des Forts weite Küstenabschnitte. Mehrere Landeoperationen gegen die konföderierten Einheiten wurden ebenfalls vom Fort aus durchgeführt, insbesondere die Schlacht von Big Bethel im Juni 1861, General McClellans Halbinsel-Feldzug von 1862 und die Belagerung von Suffolk im Jahr 1863. 1864 wurde die Army of the James im Fort Monroe gebildet. General Benjamin Franklin Butler übernahm den Befehl und hier erklärte er alle Sklaven der Südstaaten, die in das Befehlsgebiet der Nordstaaten gelangten, für beschlagnahmt zugunsten der Union. Damit gelang es ihm den trotz Krieges noch immer geltenden Fugitive Slave Act zu umgehen.

### Die Zeit bis zum Zweiten Weltkrieg (1865–1939)
Während dieser Zeit wurde die Bewaffnung des Forts immer weiter verbessert. Um die gesamte Hampton Road wurden kleine Stützpunkte angelegt, die vom Fort Monroe aus kommandiert wurden. Das machte die Gegend um die Hampton Road zu einer der am besten verteidigten Gegenden in den gesamten Vereinigten Staaten.

### Der Zweite Weltkrieg (1939–1945)
Während des Zweiten Weltkrieges war im Fort das Hauptquartier der amerikanischen Küstenartillerie untergebracht. Das Arsenal reichte von Drei-Inch-Schnellfeuergeschützen bis zu Sechzehn-Inch-Geschützen, die bis zu 40 km weit feuerten. Zusätzlich wurden Unterwasserminenfelder und U-Boot-Sperren installiert. Diese Maßnahmen waren angesichts der neuen Flugzeugträger und Langstreckenbomber aber veraltet.

### Nachkriegszeit
1946 wurde die Artillerieschule nach Kalifornien verlegt. Nachdem alle Waffen demontiert waren, erhielt das Fort die Aufgabe, Soldaten auszubilden.
In dem alten Festungsgemäuer befindet sich seit 1953 ein Museum. Mit Hilfe von Figuren und alten Gegenständen werden möglichst authentisch Szenen aus dem ehemaligen Festungsalltag dargestellt.
1973 wurde das Fort den militärischen Anforderungen angepasst und die Fortanlage beherbergte das Ausbildungscamp Training and Doctrine Command. Es rekrutierte Soldaten und bildete sie aus. Dabei wurden die Soldaten an die neuesten Techniken der Army herangeführt. Zuletzt waren rund 1105 Uniformierte und 1991 Zivilisten dort beschäftigt.
2005 schlossen die Streitkräfte der Vereinigten Staaten Fort Monroe. Der Bundesstaat Virginia schuf einen Management Plan, nach dem die historischen Teile als Gedenkstätte des Bundes ausgewiesen werden sollten, während andere Teile der ehemaligen Garnison in attraktiver Lage zu Wohnraum umgewandelt werden sollten. Der Plan wurde 2010 angenommen, Präsident Obama widmete die Gedenkstätte mit rund 1,3 km² Fläche am 1. November 2011 nach dem Antiquities Act, der den Präsidenten ermächtigt, ohne Abstimmung mit dem Kongress Objekte und Gebiete in Bundesbesitz als National Monument auszuweisen.
Das Fort Monroe trägt seit Dezember 1960 den Status eines National Historic Landmarks und ist eine von 121 Stätten dieser Art in Virginia. Im Oktober 1966 wurde es als Historic District in das National Register of Historic Places eingetragen.

## Bekannte Personen
- Stafford LeRoy Irwin (1893–1955), hier geboren, Kommandeur im Zweiten Weltkrieg und Oberbefehlshaber der United States Forces im besetzten Österreich
- John Norton (1918–2004), hier geboren, Generalleutnant der United States Army
- Edgar Allan Poe (1809–1849), US-amerikanischer Schriftsteller, war während seiner Militärzeit zeitweilig in Fort Monroe stationiert und hat in dieser Zeit das Gedicht "Annabell Lee" verfasst.[5]